# پرودنت مورایس
پرودنت ژوزه د مورایس باروس (به پرتغالی: Prudente José de Morais Barros) (زاده ۴ اکتبر ۱۸۴۱ - درگذشته ۳ دسامبر ۱۹۰۲) سیاستمدار اهل برزیل و سومین رئیس‌جمهور این کشور بود. او بیشتر به‌خاطر اینکه نخستین رئیس‌جمهور غیرنظامی برزیل است و با رای مستقیم مردم انتخاب شده ، مورد توجه است.